# Piuí olivaci
El piuí olivaci (Contopus cooperi) és una espècie d'ocell de la família dels tirànids (Tyrannidae).

## Descripció
- Gran papamosques, amb uns 19 cm de llarg i 31 g de pes. Gran bec. Potes negres
- Adult amb dors verd oliva fosc i flancs verd oliva amb ratlles marrons. Parts inferiors blanques. Cap amb una petita cresta. Ales fosques amb dues barres pàl·lides. Cua fosca relativament curta i ampla.

## Hàbitat i distribució
Cria als boscos de coníferes des de l'oest i centre d'Alaska i Yukon, cap a l'est fins a Terranova i nord-est dels Estats Units, i cap al sud, a través del sud i oest del Canadà fins aproximadament la meitat occidental dels Estats Units i el nord de Baixa Califòrnia. Passen l'hivern al sud de Mèxic, Guatemala i gran part del nord de Sud-amèrica.